# Adenopeltis
Adenopeltis, monotipski rod iz porodice mlječikovki, dio reda malpigijolike. Jedina vrsta je A. serrata, endem iz Čilea.
Rod je opisan 1832.

## Sinonimi
- Excoecaria colliguaya (Bertero ex A.Juss.) Baill.
- Excoecaria marginata Kunze ex Baill.
- Excoecaria serrata W.T.Aiton, bazionim
- Stillingia glandulosa Dombey ex Baill.